# ATF5
ATF5 (англ. Activating transcription factor 5) – білок, який кодується однойменним геном, розташованим у людей на короткому плечі 19-ї хромосоми. Довжина поліпептидного ланцюга білка становить 282 амінокислот, а молекулярна маса — 30 674.
| 10         |  | 20         |  | 30         |  | 40         |  | 50         |
| ---------- |  | ---------- |  | ---------- |  | ---------- |  | ---------- |
| MSLLATLGLE |  | LDRALLPASG |  | LGWLVDYGKL |  | PPAPAPLAPY |  | EVLGGALEGG |
| LPVGGEPLAG |  | DGFSDWMTER |  | VDFTALLPLE |  | PPLPPGTLPQ |  | PSPTPPDLEA |
| MASLLKKELE |  | QMEDFFLDAP |  | PLPPPSPPPL |  | PPPPLPPAPS |  | LPLSLPSFDL |
| PQPPVLDTLD |  | LLAIYCRNEA |  | GQEEVGMPPL |  | PPPQQPPPPS |  | PPQPSRLAPY |
| PHPATTRGDR |  | KQKKRDQNKS |  | AALRYRQRKR |  | AEGEALEGEC |  | QGLEARNREL |
| KERAESVERE |  | IQYVKDLLIE |  | VYKARSQRTR |  | SC         |  |            |

A: Аланін

C: Цистеїн

D: Аспарагінова кислота

E: Глутамінова кислота

F: Фенілаланін

G: Гліцин

H: Гістидин

I: Ізолейцин

K: Лізин

L: Лейцин

M: Метіонін

N: Аспарагін

P: Пролін

Q: Глутамін

R: Аргінін

S: Серин

T: Треонін

V: Валін

W: Триптофан

Кодований геном білок за функціями належить до активаторів, фосфопротеїнів. 
Задіяний у таких біологічних процесах, як транскрипція, регуляція транскрипції, ацетилювання. 
Білок має сайт для зв'язування з ДНК. 
Локалізований у цитоплазмі, цитоскелеті, ядрі.